# Cancún
Cancún là một thành phố ven biển trong tiểu bang cực đông của México, Quintana Roo, trên bán đảo Yucatán. Là một thành phố phát triển nhanh chóng, dân số ước tính của Cancún là 705.000 người vào năm 2010, tăng 20% so với điều tra dân số năm 2005. Cancun nằm trên kênh phân cách Yucatan Mexico từ các hòn đảo của Cuba trong Đại Antilles. Các khu vực Cancun đôi khi được gọi là vùng biển Caribbean Mexico hoặc các Riviera Maya.
Cancun là thủ phủ của các đô thị Benito Juárez và nổi tiếng thế giới về các khu nghỉ mát. Trung tâm thành phố nằm trên đất liền nối các Nichupté và đầm phá đến một hòn đảo hẹp hình số 7 nơi mà các khách sạn bên bờ biển hiện đại được đặt tại các trung tâm khu du lịch khách sạn.
Thành phố có sân bay quốc tế Cancún.

## Khí hậu
| Dữ liệu khí hậu của Cancún                         | Dữ liệu khí hậu của Cancún | Dữ liệu khí hậu của Cancún | Dữ liệu khí hậu của Cancún | Dữ liệu khí hậu của Cancún | Dữ liệu khí hậu của Cancún | Dữ liệu khí hậu của Cancún | Dữ liệu khí hậu của Cancún | Dữ liệu khí hậu của Cancún | Dữ liệu khí hậu của Cancún | Dữ liệu khí hậu của Cancún | Dữ liệu khí hậu của Cancún | Dữ liệu khí hậu của Cancún | Dữ liệu khí hậu của Cancún |
| Tháng                                              | 1                          | 2                          | 3                          | 4                          | 5                          | 6                          | 7                          | 8                          | 9                          | 10                         | 11                         | 12                         | Năm                        |
| -------------------------------------------------- | -------------------------- | -------------------------- | -------------------------- | -------------------------- | -------------------------- | -------------------------- | -------------------------- | -------------------------- | -------------------------- | -------------------------- | -------------------------- | -------------------------- | -------------------------- |
| Cao kỉ lục °C (°F)                                 | 33.0 (91.4)                | 38.0 (100.4)               | 39.0 (102.2)               | 38.0 (100.4)               | 39.0 (102.2)               | 39.0 (102.2)               | 39.0 (102.2)               | 41.5 (106.7)               | 38.5 (101.3)               | 38.0 (100.4)               | 37.0 (98.6)                | 33.5 (92.3)                | 41.5 (106.7)               |
| Trung bình ngày tối đa °C (°F)                     | 28.3 (82.9)                | 29.4 (84.9)                | 30.7 (87.3)                | 32.2 (90.0)                | 33.5 (92.3)                | 33.7 (92.7)                | 34.3 (93.7)                | 34.8 (94.6)                | 33.7 (92.7)                | 31.6 (88.9)                | 29.8 (85.6)                | 28.6 (83.5)                | 31.7 (89.1)                |
| Trung bình ngày °C (°F)                            | 24.1 (75.4)                | 24.8 (76.6)                | 25.8 (78.4)                | 27.4 (81.3)                | 28.7 (83.7)                | 29.2 (84.6)                | 29.5 (85.1)                | 29.7 (85.5)                | 29.0 (84.2)                | 27.5 (81.5)                | 25.9 (78.6)                | 24.5 (76.1)                | 27.2 (81.0)                |
| Tối thiểu trung bình ngày °C (°F)                  | 19.8 (67.6)                | 20.3 (68.5)                | 21.0 (69.8)                | 22.6 (72.7)                | 23.9 (75.0)                | 24.7 (76.5)                | 24.8 (76.6)                | 24.6 (76.3)                | 24.3 (75.7)                | 23.3 (73.9)                | 21.9 (71.4)                | 20.5 (68.9)                | 22.6 (72.7)                |
| Thấp kỉ lục °C (°F)                                | 13.0 (55.4)                | 12.0 (53.6)                | 9.5 (49.1)                 | 14.0 (57.2)                | 18.0 (64.4)                | 20.5 (68.9)                | 21.0 (69.8)                | 20.0 (68.0)                | 19.0 (66.2)                | 15.0 (59.0)                | 12.0 (53.6)                | 12.0 (53.6)                | 9.5 (49.1)                 |
| Lượng mưa trung bình mm (inches)                   | 104.6 (4.12)               | 49.5 (1.95)                | 44.1 (1.74)                | 41.2 (1.62)                | 86.9 (3.42)                | 138.3 (5.44)               | 77.9 (3.07)                | 87.5 (3.44)                | 181.9 (7.16)               | 271.9 (10.70)              | 130.3 (5.13)               | 86.1 (3.39)                | 1.300,2 (51.19)            |
| Số ngày mưa trung bình (≥ 0.1 mm)                  | 9.4                        | 5.9                        | 5.0                        | 4.1                        | 6.7                        | 11.0                       | 9.3                        | 9.7                        | 14.0                       | 16.4                       | 11.4                       | 9.8                        | 112.7                      |
| Nguồn: Servicio Meteorologico Nacional (1951–2010) |                            |                            |                            |                            |                            |                            |                            |                            |                            |                            |                            |                            |                            |

## Thành phố kết nghĩa
- Wichita, Kansas, Hoa Kỳ[2]
- Timișoara, Romania[3]